# بوژو بروکتا
بوژو بروکتا (انگلیسی: Božo Broketa; ۲۴ دسامبر ۱۹۲۲ – ۲۵ ژوئیهٔ ۱۹۸۵) بازیکن فوتبال اهل یوگسلاوی بود.
از باشگاه‌هایی که در آن بازی کرده‌است می‌توان به باشگاه فوتبال سارایوو، باشگاه فوتبال هایدوک اسپلیت و باشگاه فوتبال آژاکس آمستردام اشاره کرد.
وی همچنین در تیم ملی فوتبال یوگسلاوی بازی کرده‌است.
وی در مسابقات کشوری و بین‌المللی در مجموع برندهٔ ۱ مدال نقره شده‌است.